# Tom Christiansen
Pour les articles homonymes, voir Christiansen.
Tom Christiansen (né le 3 février 1956) est un sauteur à ski norvégien.

## Palmarès

### Coupe du Monde
- Meilleur classement final : 27e en 1980.
- 1 victoire.

### Saison par saison
| Année | Lieu                                 |
| 1980  | Saint-Nizier-du-Moucherotte (France) |